# Jack Arnold
Jack Arnold (New Haven, 14 ottobre 1916 – Woodland Hills, 17 marzo 1992) è stato un regista cinematografico statunitense.
Durante gli anni cinquanta fu maestro indiscusso del cinema di fantascienza e dell'horror, dirigendo pellicole incentrate su mondi popolati da rettili con sembianze umanoidi, creature provenienti da altri pianeti, ragni giganti e uomini in miniatura, soffermandosi sulle alienità, le diversità, sui mostri terrificanti che sconvolgono la quotidianità, causando influenze molteplici e più o meno durature sull'avvenire.

## Biografia
Dopo gli studi all'Ohio State University, Arnold ottenne alcune parti da attore e si assicurò una solida posizione in ambito teatrale. Passato alla regia, nel 1950 diresse With These Hands, che si guadagnò una candidatura all'Oscar e fu il primo di una serie di documentari che egli realizzò per l'esercito e l'industria. 
Fu tra i primi cineasti a definire le direttive di tutta una produzione pluridecennale di horror d'intrattenimento, realizzati con budget limitati e volti a suscitare le emozioni più immediate dello spettatore medio, fino ad esasperare gli aspetti sensazionalistici e spettacolari della violenza. In rapporto al suo tempo, Arnold s'inserisce in parte in quella serie di produzioni tipiche degli anni cinquanta per cui l'alieno e il diverso incarnano malignità e provocano sconvolgimenti sia interni (la possessione) che esterni, come la distruzione totale del pianeta o la conquista militare, temi presenti anche in opere come La guerra dei mondi (1953) di Byron Haskin, La cosa da un altro mondo di Christian Nyby e Howard Hawks o L'invasione degli ultracorpi (1956) di Don Siegel; tuttavia, per Arnold è più difficile interpretare l'invasore marziano, o di quale altro pianeta o zona segreta della Terra si tratti, come una metafora del "pericolo" comunista, perché in lui entra in gioco un elemento nuovo per quei prodotti di cosiddetto cinema di "serie b": il punto di vista.
In Destinazione... Terra! (1953), tratto da Ray Bradbury, gli alieni sono sì dei mostri e dei cattivi, ma solo agli occhi dei terrestri, che li temono e non li capiscono, e li giudicano ostili, mentre in realtà essi sono dei naufraghi che tentano, con mezzi apparentemente malvagi, di riparare il proprio veicolo interstellare e ripartire verso casa. Al di là delle chiare caratteristiche di un cinema di serie B o da "drive-in", come venne definito, emergono nuovi terrori, dettati dall'incomprensione e dalla mancanza di comunicazione, dall'impossibilità di esistere e agire entro limiti analoghi per due specie tanto diverse e lontane fra loro.
Con Il mostro della laguna nera (1954), Arnold lanciò l'archetipo della creatura anomala, incarnazione dell'umana inquietudine, spianando la strada alla serie dei mostri horror che appassionerà generazioni di spettatori. Nel film, un gruppo di scienziati impegnati in una spedizione in Amazzonia deve fronteggiare una terrificante creatura coperta di squame, che minaccia l'unica donna del gruppo (Julie Adams). Nel sequel La vendetta del mostro (1955), la creatura viene rinchiusa in un acquario della Florida, da dove riesce a fuggire, rapisce una ragazza (Lori Nelson) e con lei tenta la fuga verso il mare. Altri suoi successi di questo filone furono Tarantola (1955), in cui la minaccia è rappresentata da un ragno ingigantito dalle radiazioni, Radiazioni BX: distruzione uomo (1957), tratto da Richard Matheson, in cui un uomo cerca di sopravvivere dopo essere stato ridotto a dimensioni miniaturizzate, e I figli dello spazio (1958).
Arnold si discostò più volte dal suo filone abituale per dirigere film di genere western come Duello a Bitter Ridge (1955) e Tramonto di fuoco (1956), melodrammi a sfondo sociale come La tragedia del Rio Grande (1957) e Il vestito strappato (1957), commedie brillanti come il romantico La signora prende il volo (1957), Il ruggito del topo (1959), satira antimilitarista con Peter Sellers, e Uno scapolo in paradiso (1961) con Bob Hope. Con il declino del filone di fantascienza alla fine degli anni cinquanta, anche la carriera di Arnold volse a opere di sempre minor impegno.

## Filmografia
- With These Hands (1950)
- Girls in the Night (1953)
- Destinazione... Terra! (It Came from Outer Space) (1953)
- Delitto alla televisione (The Glass Web) (1953)
- Il mostro della laguna nera (Creature from the Black Lagoon) (1954)
- La vendetta del mostro (Revenge of the Creature) (1955)
- Duello a Bitter Ridge (The Man from Bitter Ridge) (1955)
- Tarantola (Tarantula) (1955)
- Tramonto di fuoco (Red Sundown) (1956)
- Caccia ai falsari (Outside the Law) (1956)
- Radiazioni BX: distruzione uomo (The Incredible Shrinking Man) (1957)
- Il vestito strappato (The Tattered Dress) (1957)
- La tragedia del Rio Grande (Man in the Shadow) (1957)
- La signora prende il volo (The Lady Takes a Flyer) (1958)
- Operazione segreta (High School Confidential!) (1958)
- I figli dello spazio (The Space Children) (1958)
- Ricerche diaboliche (Monster on the Campus) (1958)
- La pallottola senza nome (No Name on the Bullet) (1959)
- Il ruggito del topo (The Mouse That Roared) (1959)
- Uno scapolo in paradiso (Bachelor in Paradise) (1961)
- I guai di papà (A Global Affair) (1964)
- Gli impetuosi (The Lively Set) (1964)
- Hello Down There (1969)
- Con tanti cari... cadaveri detective Stone (Black Eye) (1974)
- Anche il sesso è un affare di stato (Sex Play) (1974)
- Boss Nigger (1975)
- Intrigo in Svizzera (The Swiss Conspiracy) (1976)
- Sex and the Married Woman (1977) (TV)
- Marilyn - Una vita, una storia (Marilyn: The Untold Story) (1980)